# مونزه
موهنزه (به آلمانی: Möhnesee) یک شهر در آلمان است که در Soest واقع شده‌است. موهنزه ۱۱٬۴۶۶ نفر جمعیت دارد.